# Jardin botanique de Kinshasa
Le jardin botanique de Kinshasa est un jardin d'une superficie de 7 ha situé au cœur de la ville de Kinshasa en République démocratique du Congo, précisément dans la commune de la Gombe à côté du grand marché (appelé Zando) sur l'avenues Kasa-Vubu. Entre l'avenue Commerce et Ruakadingi.
En 1933 est créé le parc Fernand De Boeck  (du nom du commissaire de District du Moyen-Congo de l'époque) dans la capitale du Congo belge. Laissé durant plusieurs décennies à l'abandon, le jardin qui compte plus de 100 espèces d'arbres a été réhabilité au début des années 2000 grâce à un projet soutenu par la France, l'Union européenne, l’UICN, le Jardin botanique national de Belgique et l’ONG les Amis de la nature et des jardins, pour héberger les activités d'éducation à l'environnement.
En 2012, Les Amis de la nature et des jardins dénoncent les menaces qui pèsent sur les jardins botaniques du Congo.

## Galerie

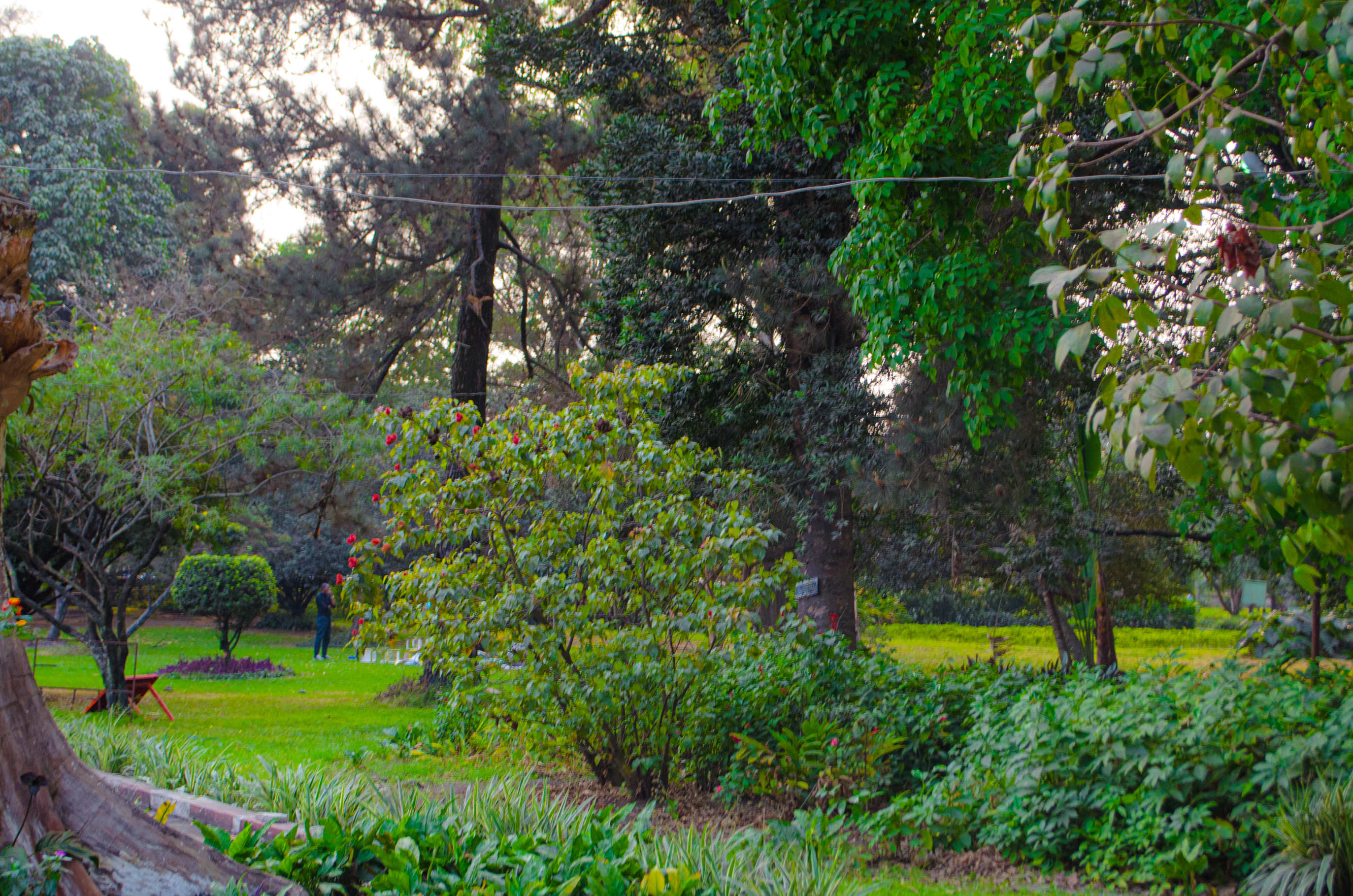
Une allée dans l'arboretum
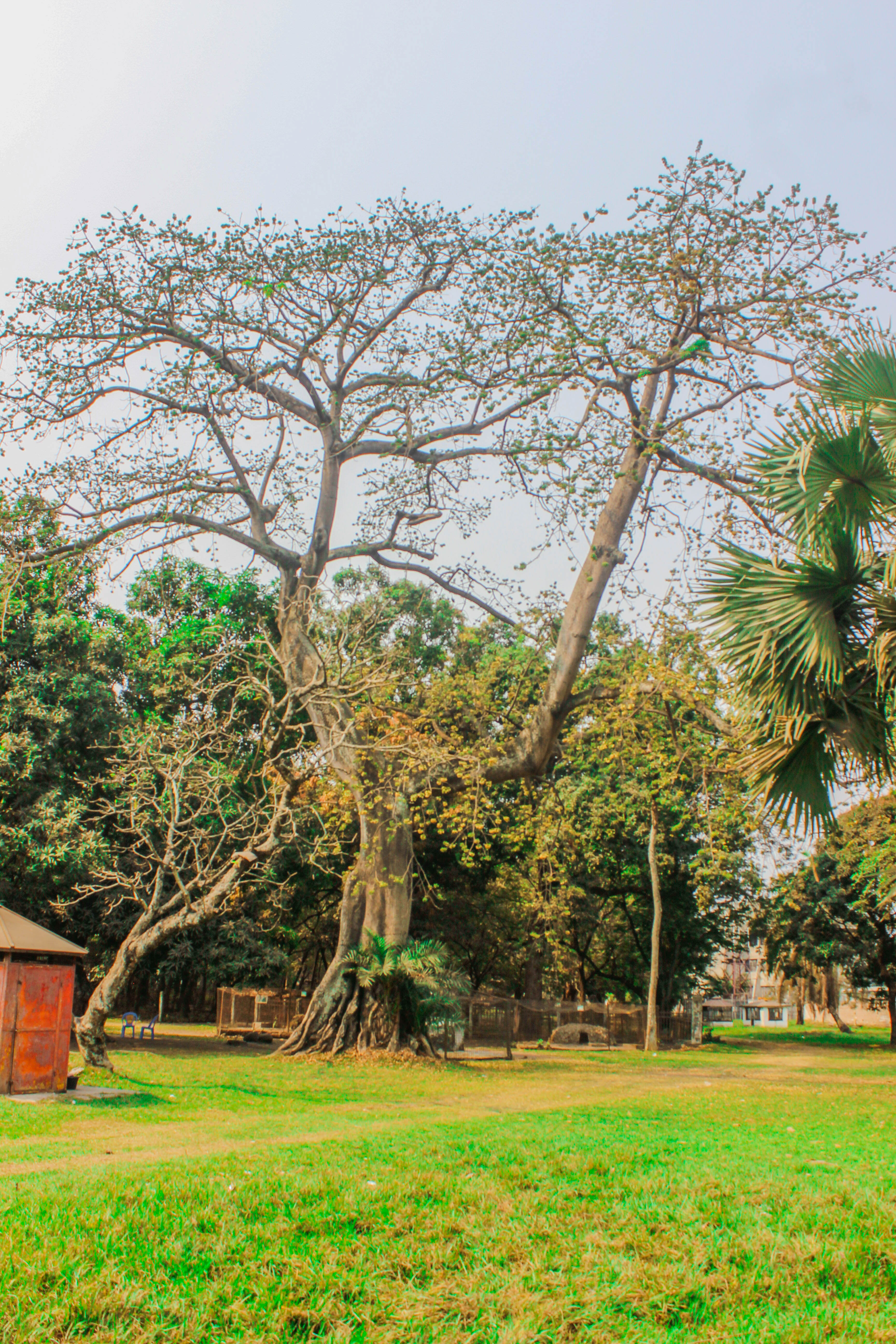
Arbre remarquable
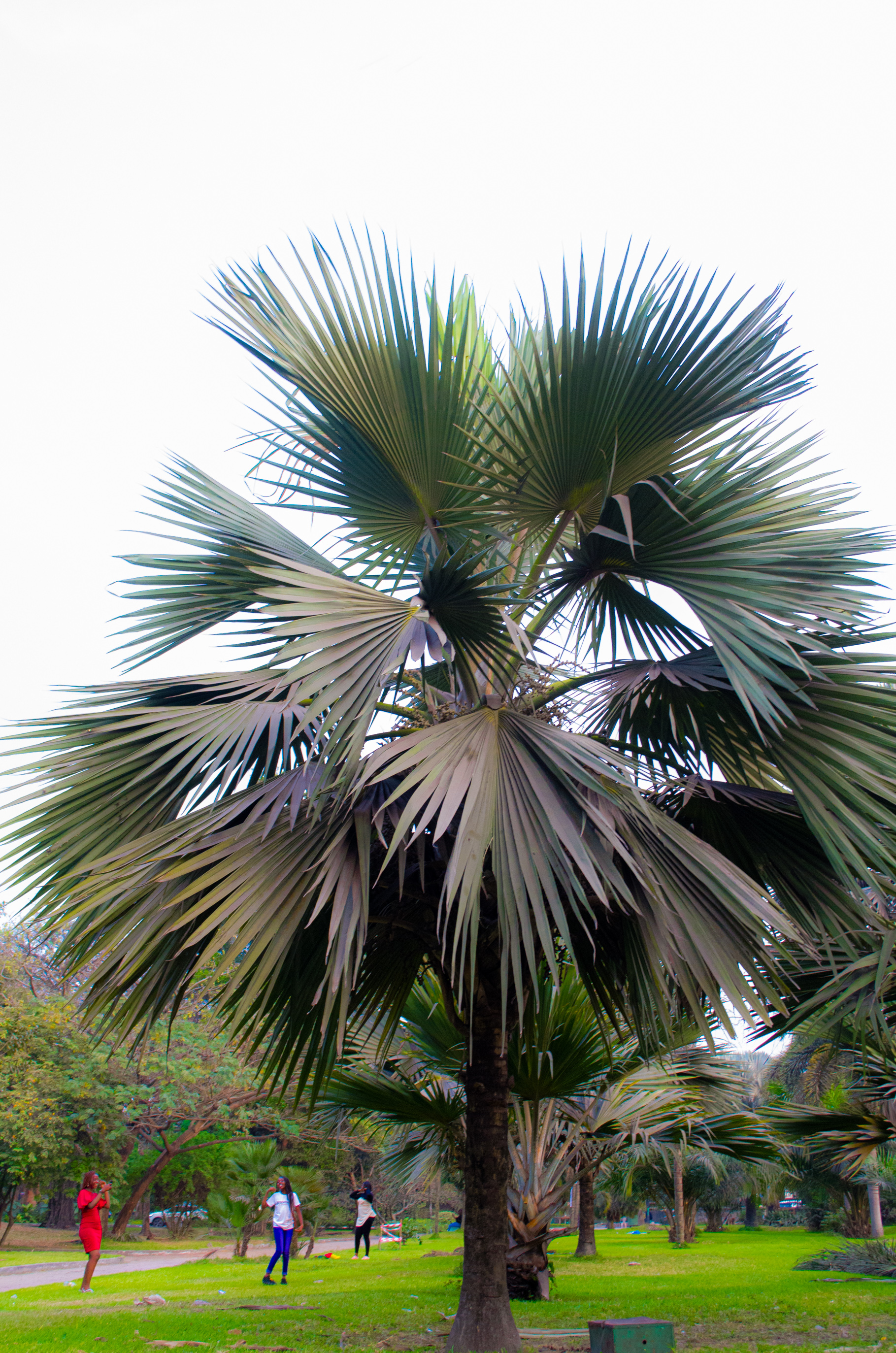
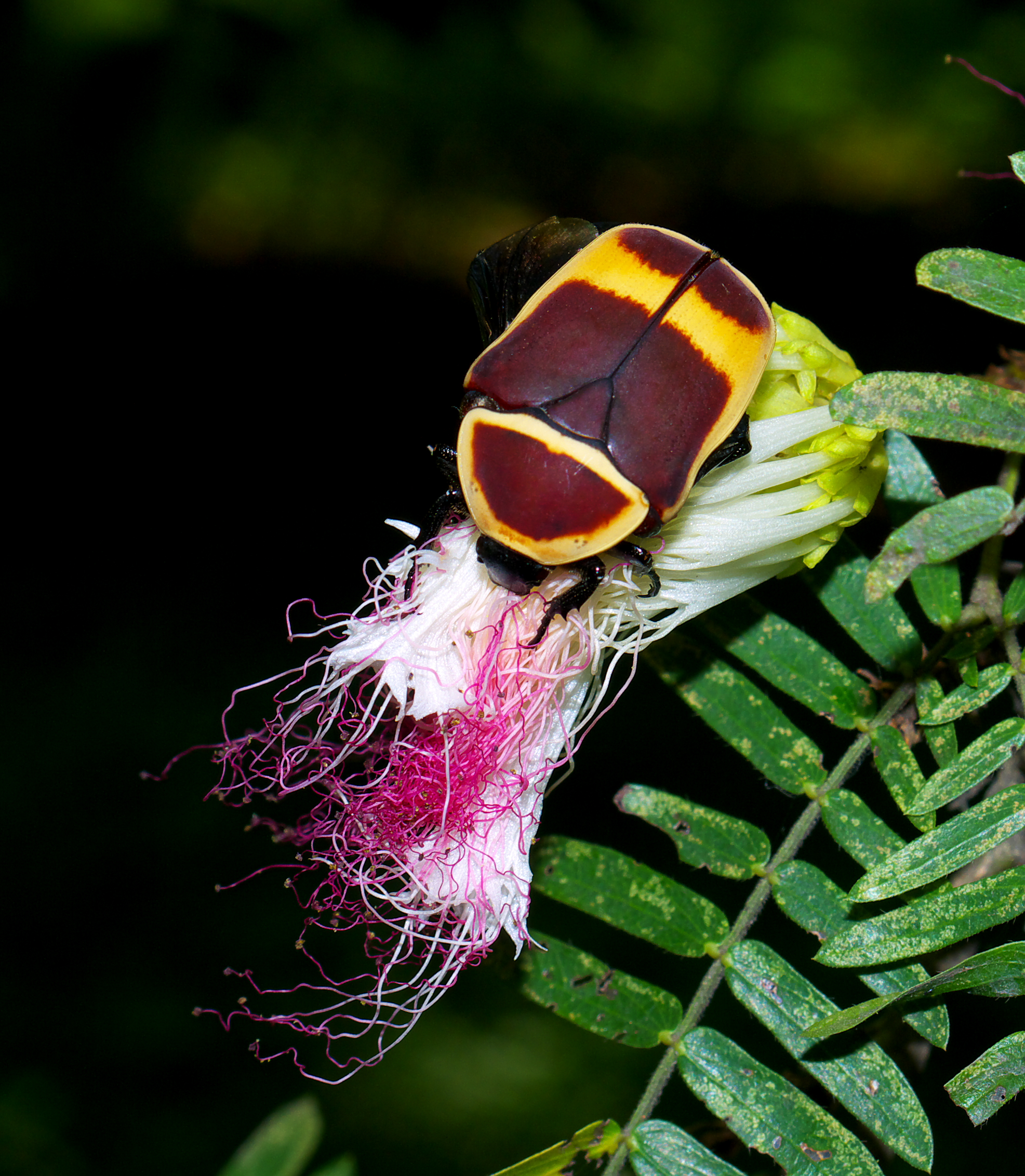
Pachnoda marginata peregrina